# Saybattal Mursalimov
Saybattal Khabibulovitch Mursalimov (en russe : Сайбаттал Хабибулович Мурсалимов), né le 20 novembre 1930 à Frounzé et mort le 20 juillet 2014, est un cavalier soviétique de concours complet.

## Carrière
Saybattal Mursalimov apprend l'équitation sportive alors qu'il sert dans l'armée soviétique et devient l'un des meilleurs cavaliers soviétiques. Au cours de sa carrière, Mursalimov participe aux Jeux olympiques d'été de 1960 à Rome et de 1964 à Tokyo et aux Championnats d'Europe de 1962 et 1965, remportant la médaille d'or par équipe aux deux Championnats d'Europe et se classant cinquième de l'épreuve individuelle aux Jeux olympiques de 1960 et de l'épreuve par équipe aux Jeux olympiques de 1964.
Sur le plan national, Mursalimov est champion soviétique de concours complet individuel en 1952, 1953 et 1959 et champion de concours complet par équipes en 1970.
Après sa carrière sportive, Mursalimov devient entraîneur de concours complet, entraîneur-chef de l'équipe nationale kirghize. Son élève le plus célèbre est Aleksandr Blinov,.